# Oserna-Höhle
Die Oserna-Höhle, auch als Priestergrotte bekannt, ist eine Gipshöhle bei Strilkiwzi, Ukraine. Sie hat eine Gesamtlänge von mindestens 140 km. In der Zeit des Zweiten Weltkriegs überlebten hier in der feuchten Kälte der Höhle 37 Menschen, darunter auch Kinder, für eine Dauer von 511 Tagen, um als ukrainische Juden der Vernichtung durch die Nationalsozialisten zu entgehen.
In der Nähe befindet sich die Höhle Optymistytschna Petschera mit vermessenen 262 km Länge.